# جيمس كريغ واتسون
جيمس كريغ واتسون (بالإنجليزية: James Craig Watson)‏ (و. 1838 – 1880 م) هو عالم فلك، وأستاذ جامعي من الولايات المتحدة الأمريكية . ولد في أونتاريو . وكان عضواً في الأكاديمية الوطنية للعلوم، والأكاديمية الأمريكية للفنون والعلوم .
توفي في ماديسون، ويسكنسن، عن عمر يناهز 42 عاماً.

## التعليم
تعلم في جامعة ميشيغان

## روابط خارجية
- جيمس كريغ واتسون على موقع إن إن دي بي (الإنجليزية)